# 2019년 FIFA 비치사커 월드컵
2019년 FIFA 비치사커 월드컵은 2019년 11월 21일부터 12월 1일까지 파라과이에서 개최된 FIFA 비치사커 월드컵의 20번째 대회이다.

## 결선 (4강 이후)
- 4강에서는 이탈리아가 러시아를 5-4, 포르투갈이 일본을 3(2 PSO 1)3로 꺾고 결승에 진출하였다.
- 3,4위전에서는 러시아가 일본을 5-4로 꺾고 3위를 차지하였다.
- 결승전에서는 포르투갈이 이탈리아를 6-4로 꺾고 3번째 우승을 달성하였다.

## 이전/이후 대회
- 이전-2017년 FIFA 비치사커 월드컵
- 이후-2021년 FIFA 비치사커 월드컵